# Вдовий сын
«Вдовий сын» (Иван вдовий сын, бел. Удовін сын) — белорусская и русская народная сказка (сюжет восточнославянских народных сказок).
Ванька Удовкин (вдовий сын) также является героем сказки-былины «О Ваньке Удовкине, сыне и царе Волшане Волшанском», записанной у Рыбникова под № 76.

## Сюжет
Эта сказка имеет сложный сюжет и повествование в ней длится долгое время.

### Битва со змеем
Однажды в одном государстве случилась беда: налетевший откуда-то девятиглавый змей Чудо-Юдо украл с неба солнце и месяц. Люди стали плакать и горевать от отсутствия солнца и наступления холодов. В тех краях жила бедная вдова, у которой рос умный сынок. А рядом жил купеческий сын, который подружился со вдовьим и они вместе проводили время. Отец купеческого сына, узнав от того, что вдовий сын желает победить Чудо-Юдо, чтобы вернуть людям солнце и тепло, взял его к себе в дом, посчитав, что это не простой мальчик.
Вдовий сын вырос крепким хлопцем и сделался очень сильным, поэтому купец решил написать царю, что вырос у него вдовий сын, который может вернуть на небо солнце с месяцем. По приказу царю привезли юношу во дворец. В течение трёх лет вдовий сын стал ещё сильнее на царской пище и как-то сообщил, что готов идти на Чуду-Юду, обязательно взяв с собой царского и купеческого сыновей. Вдовьему сыну выковали булаву в двадцать пудов, царскому — девять, а купеческому — шесть пудов. С ними и вышли они в путь.
У калинового моста они решили переночевать в доме старухи, выделывающей пряжу, которой рассказали о цели своего похода. Решив охранять свой сон, дважды выставлял вдовий сын в караул царского и купеческого сыновей — и каждый раз ему приходилось биться вместо них с младшими братьями Чуды-Юды — трёх и шести голов соответственно, победив их. В третью ночь пошёл он сам сторожить сон, и пришёл к нему девятиглавый змей с месяцем на груди и солнцем на средней голове. В трудном бою Чудо-Юдо едва не одолел вдовьего сына, но помогли ему царский и купеческий — победили они страшного змея.
Вдовий сын вернул солнце и месяц на небо — стало на всей земле светлым-светло. Не забыл он и о том, что остались у змеев их жёны-ведьмы, которые от злости могут наделать беды. Оставил он двух своих друзей, переоделся и пошел в палаты, где жили все три змея. Узнал он от змеевых жён, какие козни они будут строить трём друзьям в обратной дороге, ночью вернулся к ним, запрягли мо́лодцы лошадей и поехали домой. Преодолев все препятствия, которые им готовили ведьмы, проводил вдовий сын друзей в отчие дома, а сам, не имя отца, решил побродить со своим верным конём по белу свету.

### Личное счастье
Набрёл вдовий сын на владения царя Постоянца: одноглазого, с одною ногой и одной рукой, любившего лошадей. В соревновании с мо́лодцем выиграл он его коня. Жалко было вдовьему сыну коня и попросил у Постоянца что-нибудь сделать для него, ради возвращения коня. На что царь сказал мо́лодцу, что хочет жениться на младшей дочери бабки Карготы, живущей в тридесятом царстве баба Каргота, у которой было двенадцать красивых дочерей — пусть вдовий сын её привезёт.
В своём непростом путешествии к Карготе мо́лодец повстречал Морского Бегуна, Усача, Водопоя, Обжору и Мороза — волшебных людей, которые помогли вдовьему сыну преодолеть преграды Карготы. В конце концов она сказала: пусть вдовий сын узнает среди 12 дочерей самую младшую — тогда и заберёт её. Морской Бегун помог — и поехал вдовий сын к царю Постоянцу, который за это время придумал коварный план убить его — сварил в яме смолу и перекинул через неё тонкую жёрдочку. Дочка Карготы волшебным образом помогла перейти вдовьему сыну через яму, сказав, что пусть теперь по ней пройдёт сам царь — и станет она его женой. Царь, увидев, что по жерди перешёл мо́лодец — ступил на неё, провалился в кипящую смолу и погиб. А вдовий сын женился на младшей дочке бабы Карготы и остались они счастливо жить в царстве Постоянца.

## В культуре
Издательством «Укркинохроника» был выпущен диафильм в двух частях по мотивам русской народной сказки «Иван, вдовий сын» (часть 1, часть 2).
В двадцатом веке (и ранее) в книгах по масонству стали писать, что "сын вдовы" это синоним слова "масон" (см., напр.: Дэвид Шугартс. "Секрет сына вдовицы", М. 1983, 1999 и др.) Это основано на реминисценции из Библии: Третья книга царств,  глава 7, стихи 13 - 14, которая использовалась и используется  в масонском легендариуме: речь в Библии - о сыне вдовы из колена Нафтали /  Неффалим  (израильтянки)  и тирского ремесленника по бронзе, связанного договором с Соломоном на изготовление бронзовых изделий и декоративных украшений для нового Храма ("Храма Соломона"). Поэтому масоны часто называют Хирама (с добавлением "Абифф") «Сыном вдовы»". Практически все современные книги по масонству упоминают об этом.